# Flora Steiger-Crawford
Flora Steiger-Crawford (Bombai, Índia, 1 de setembre de 1899-Zúric, Suïssa, 30 de juliol de 1991), va ser una arquitecta, dissenyadora, i escultora.

## Biografia
Flora Steiger-Crawford va ser la primera dona arquitecta diplomada a Suïssa on va estudiar sota la direcció de Karl Moser a l'Escola Politècnica Federal (ETH) de Zuric, per després obrir en 1924 una agència d'arquitectura al costat del seu espòs Rudolf Steiger.
En la referida agència, ells van realitzar en Riehen, Basilea, en 1924, l'anomenada Maison Sandreuter, que és la primera construcció modernista (Art Nouveau) a Suïssa.
Steiger-Crawford va participar en tots els projectes de l'agència però es va concentrar particularment en l'arquitectura d'interiors i en el projecte i direcció de cases particulars i així va ser com va dissenyar mobles com la cadira Stapelstuhl per la Maison Zett.
En 1938 va deixar la professió d'arquitectura per dedicar-se a l'escultura. És mare de l'arquitecte Peter Steiger.

## Publicacions
- Marianne Burkhalter, Jutta Glanzmann, Evelyne Lang-Jakob. Flora Steiger-Crawford 1899-1991, editorial Verlag / gta', Zürich, 2003, ISBN  3-85676-112-8.